# ARTиШОК
Театр ARTиШОК — независимая театральная компания Казахстана. 

## История
Театр основан в 2001 году в Алма-Ате. Признан европейскими и российскими критиками, международными культурными организациями, принимает участие в театральных фестивалях и форумах по всему миру.
Директор театра — Анастасия Тарасова, главный режиссер — Галина Пьянова, главный художник — Антон Болкунов.
С 2001 года у театра была собственная Малая сцена, расположенная в подвале жилого дома в центре Алма-Аты. С 2017 года начала работу и Большая сцена театра ARTиШОК, которая находится в Парке имени 28 гвардейцев-панфиловцев.
В 2007 году театр набрал первый целевой актёрский курс в Центрально-азиатскую школу исполнительских искусств. В 2019 году обучение начал новый, актёрско-режиссёрский, курс.

## Актерский состав

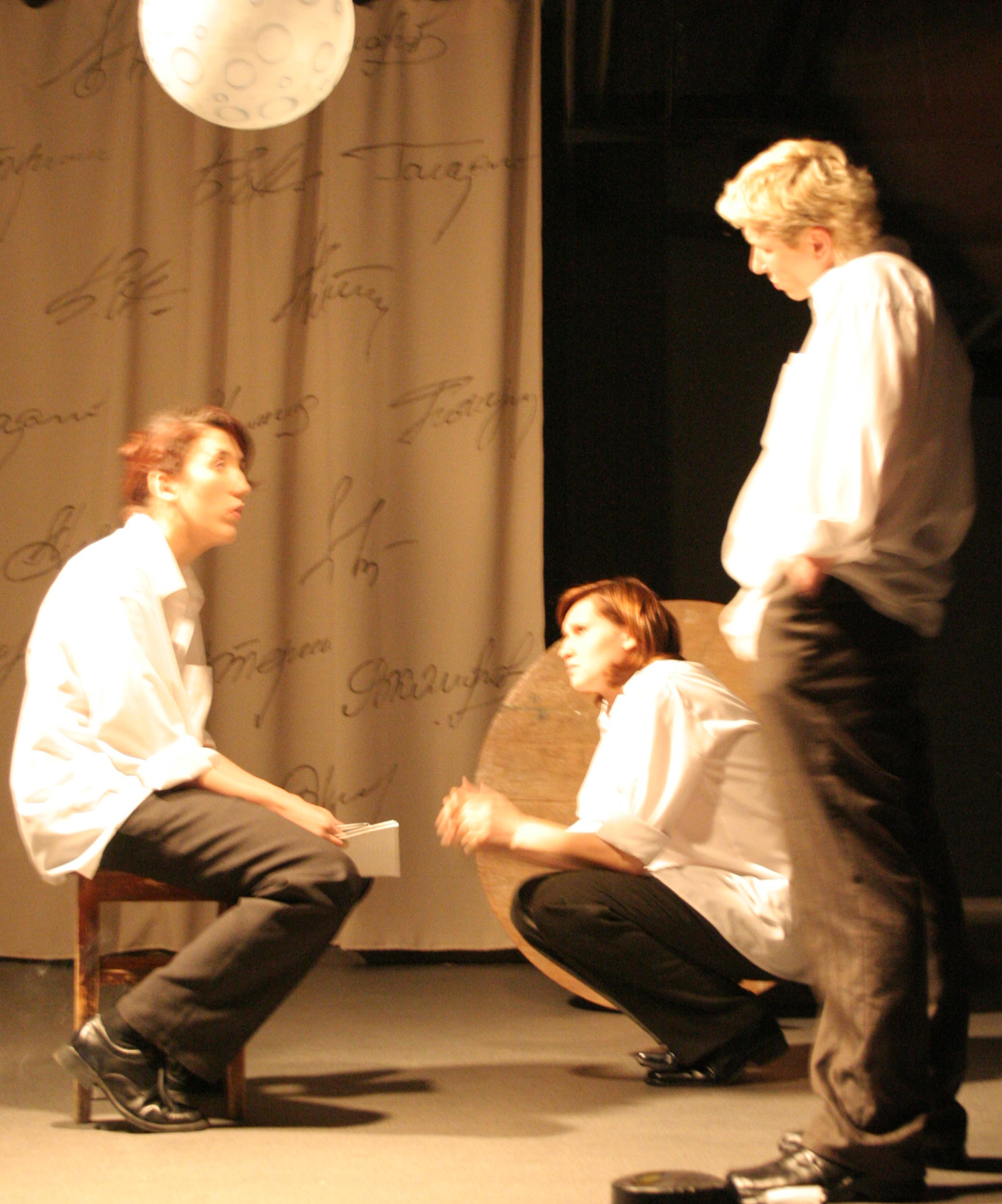
Театр ARTиШОК. Сцена из спектакля «Гагарин»

- Анастасия Тарасова — актриса, директор театра
- Галина Пьянова — художественный руководитель, главный режиссёр, актриса
- Виктория Мухамеджанова — актриса
- Софья Гордеева — актриса
- Чингиз Капин — актер
- Дмитрий Копылов — актер
- Куантай Абдимади
- Айганым Сагынбаева
- Нурсултан Мухамеджанов
- Евгений Игнатов
- Салим Балгазин

## Спектакли
- «Ер Тостик» — по мотивам казахского эпоса
- «Зефирный Жора» — по повести Тони Шипулиной
- «Гамлет» — по пьесе Уильяма Шекспира
- «Новые времена» — по биографии Чарли Чаплина
- «Созвездия» — по пьесе Ника Пейна
- «Дон Кихот» — по роману Мигеля де Сервантеса
- «Уят» — по пьесе Натальи Ворожбит
- «Толстая тетрадь» (апрель 2015 года) — по роману — Кристоф, Аготы
- «Аккомпаниаторша» (май 2014 года) — по повести — Нины Берберовой
- «Что случилось в зоопарке» (апрель 2014 года) — драматург — Эдвард Олби.
- «Начиная от бабушки и кончая слонами» (март 2014 года) — детская сказка по мотивам книги М. Дымова «Дети пишут Богу»
- «PUSHKIN-stand up» (октябрь 2013 года) — по мотивам романа в стихах «Евгений Онегин» — А. Пушкина.
- «ПРЯМОПОТОЛЕБИ» (октябрь 2013 года) — спектакль об Алматы.
- «Корова» (апрель 2013 года) — по мотивам рассказа — А. Платонова.
- «Вино из одуванчиков» (май 2012 года) — по мотивам повести — Рэя Брэдбери.
- «11.11.11» (ноябрь 2011 года) — по мотивам поэзии — Иосифа Бродского.
- «Жизнь на площади Рузвельта» (декабрь 2010 года) — драматург — Дэа Лоэр.
- «Др. Гр. Тр» (июнь 2010 года) — по мотивам древнегреческих трагедий.
- «Ангел с усами» (июнь 2009 года) — драматург — Тонино Гуэрра, художник — Марина Азизян.
- «Концерт № 1» (февраль 2009 года) — спектакль мюзикл.
- «Лёгкие Люди» (декабрь 2008 года) — драматург — Михаил Дурненков.
- «Гагарин» (сентябрь 2007 года) — спектакль о первом космонавте Земли — Юрии Гагарине.
- «Клоуны» (сентябрь 2006 года) — спектакль о том, что творится за цирковыми кулисами.
- «Предложение» (июнь 2006 года) — спектакль-сон по мотивам произведений А. П. Чехова.
- «Back in the U.S.S.R.» (март 2004 года) — спектакль о жизни трёх советских девочек.
- «С. В.» (ноябрь 2002 года) — спектакль в жанре «театра-кабаре», название авторы расшифровывают как: Саша Вертинский, Серебряный век, современная версия.
- «Прыжок в неизвестность» (2002 год) — театральное шоу, построенное на импровизации.
- «Zip-Zap… и ни слова о метле» (2002 год)

## Критики о театре «ARTиШОК»
«…самой активной, консолидирующей театральной работой занимается алмаатинский театр „Aрт-и-шок“, созданный группой девушек шесть лет назад. Выпуская по одному-двум спектаклям в год, серьёзно занимаясь современной пьесой своего региона, он из подпольного вырос в театр альтернативной эстетики, в театр, где царят ирония и трагифарс, мобильность и открытость. К „артишокам“ в театральном Алматы относятся как к чему-то несерьёзному, временному, а они продолжают завоёвывать театральное пространство, которое уже включает строгий московский фестиваль NET и престижный международный фестиваль в Тампере». («Театральные новые известия»).

## Призы и награды международных фестивалей
- 2006 — фестиваль «Радуга» (Россия, Санкт-Петербург) — Лучший актерский ансамбль («BACK IN THE U.S.S.R.»).
- 2006 — фестиваль АРТ-ОРДО (Киргизия, Бишкек) — Лучшая женская роль (Вероника Насальская) («BACK IN THE U.S.S.R.»).
- 2005 — Фестиваль NET (Россия, Москва) — Приз зрительских симпатий («BACK IN THE U.S.S.R.»).
- 2004 год — Международный фестиваль театральных импровизаций (Нидерланды, Амстердам) — приз Зрительских симпатий и специальный приз «Фаворит фестиваля» («Прыжок в неизвестность»).
- 2002 год — Международный фестиваль пантомимы и современной пластики «Мимолёт» (Россия) — Гран-при за лучший спектакль и приз за лучшую режиссуру («Zip-Zap… и ни слова о метле»).